# Fear of the Dark (film, 2003)
Pour les articles homonymes, voir Fear of the Dark.
Fear of the Dark est un film canadien réalisé par K.C. Bascombe, sorti en 2003.

## Synopsis
Ryan Billings, un jeune garçon de 12 ans a la phobie du noir. Il passe toutes ses nuits éveillé, la lampe allumée, imaginant que le mal devient de plus en plus puissant dans le noir. Dale, son frère aîné pense que Ryan ne fait tout ça que pour attirer l'attention. Un soir, les parents des deux garçons doivent s'absenter et demandent à Dale de s'occuper de Ryan. Dehors un orage éclate, le courant est coupé dans tout le quartier, Ryan sait que ce sont les forces du mal, mais Dale ne veut pas le croire. Que va-t-il se passer ?

## Fiche technique
- Titre : Fear of the Dark
- Réalisation : K.C. Bascombe
- Scénario : John Sullivan
- Production : Lee Faulkner, Nick Seferian et J. David Williams
- Société de production : Constellation Entertainment
- Musique : Sari Dijani, Yves Frulla, Johann Martin, Rudy Toussaint et Maurice Williams
- Photographie : Marc Charlebois
- Montage : Yvann Thibaudeau
- Décors : Inconnu
- Costumes : Brigitte Desroches
- Pays d'origine :  Canada
- Format : Couleurs - 1,77:1 - Stéréo - 35 mm
- Genre : Horreur
- Durée : 86 minutes
- Date de sortie : 2003 (Canada)

## Distribution
- Kevin Zegers : Dale Billings
- Jesse James : Ryan Billings
- Rachel Skarsten : Heather Fontaine
- Charles Edwin Powell : Eric Billings
- Linda Purl : Sandy Bilings
- Daniel Rindress-Kay : Taylor
- Derrick Damon Reeve : la créature masquée
- Charles-Etienne Burelle : Ryan enfant

## Autour du film
- Le tournage s'est déroulé à Montréal.
- La chanson Fear of the Dark est interprétée par Diana Baisley.
- Deux autres films traitant de la peur du noir sont sortis à la même époque : Le Peuple des ténèbres (2002) et Nuits de terreur (2003).